# Prelúdios (Debussy)

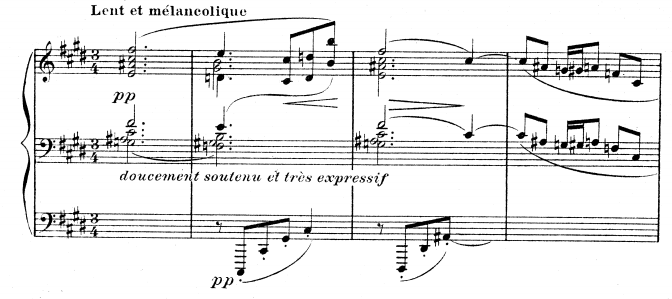
Quatre primers compassos de Feuilles mortes

Prélúdios são 24 peças para piano solo compostas por Claude Debussy, divididas em dois tomos de doze prelúdios cada. Diferentemente de outras coletâneas de prelúdio, como as de Johann Sebastian Bach e Frédéric Chopin, Debussy não segue um estrito padrão de armaduras.
Cada volume foi escrito em poucos meses, a um ritmo excepcionalmente rápido para Debussy. o Tomo I foi concebido entre dezembro de 1909 e fevereiro de 1910, enquanto que o II foi composto dos últimos meses de 1912 até o começo de abril de 1913.